# Sarah Walter
Sarah Walter (née le 5 mai 1978 à Schiltigheim) est une athlète française, spécialiste du lancer du javelot. Elle détient de 2003 à 2016 le record de France de la discipline avec 62,53 m (le 21 mai 2016, Mathilde Andraud bat le record de France avec 63,54 m).

## Biographie
À 14-15 ans, Sarah se voyait plutôt championne de handball, de football ou de tennis, elle, la voisine de Sélestat. Mais elle s’est finalement épanouie un peu plus au nord, aux SR Obernai athlétisme.
Deuxième des championnats d'Europe juniors 1997, elle remporte quatre titres de championne de France, en 1997, 2002, 2003 et 2005.
Le 12 juin 2002, à Bordeaux, elle établit un nouveau record de France du lancer du javelot avec 62,48 m, améliorant de 32 cm l'ancienne meilleure marque nationale détenue depuis 2000 par Nadine Auzeil. Le 27 juin 2003, à Strasbourg, elle porte le record national à 62,53 m. Sarah Walter a mis un terme à sa carrière un peu avant l'heure, en 2010.

## Palmarès

### National
- Championnats de France d'athlétisme :
  - vainqueur du lancer du javelot en 1997, 2002, 2003 et 2005

## Records
| Épreuve           | Performance | Lieu       | Date         |
| ----------------- | ----------- | ---------- | ------------ |
| Lancer du javelot | 62,53 m     | Strasbourg | 27 juin 2003 |